# Manuel de Brito Filho
Manuel de Brito Filho (født 31. januar 1983) er en brasiliansk fodboldspiller.